# Ivolguinsk
Ebilge
Ivolguinsk (en russe : Иволгинск) ou Ebilge (en bouriate : Эбилгэ, Ebilge, en mongol : Эвлэг, Evleg) est un village, centre administratif de la commune rurale d'Ivolguinsk et du raïon d'Ivolguinsk de Bouriatie, en Russie. Sa population s'élevait à 7 994 habitants au recensement de 2021.

## Géographie
Le village d'Ivolguinsk se situe en Bouriatie, une république de Russie située en Transbaïkalie, région de Sibérie orientale à l'est du lac Baïkal. Il fait partie du district fédéral extrême-oriental. Centre administratif du raïon d'Ivolguinsk, un raïon de la république, il est aussi le centre administratif du l'établissement rural d'Ivolguinsk, une municipalité du raïon,.   
Le fuseau horaire du village est MSK+5 (heure d'Irkoutsk). Le décalage horaire appliqué par rapport au temps universel coordonné est +09:00.  

## Toponymie
Le nom russe de la localité Ivolguinsk, provient de la rivière Ivolga. L'origine de ce nom est inconnue, mais il est fort possible qu'elle soit d'origine Evenki comme de nombreux lieux de la région. Le nom bouriate Ebilge signifie quant à lui en bouriate « terre fertile » ou « bien heureux » . Il est possible que par déformation Ebilge ait donné Ivalga puis Ivolga.

## Histoire
La vallée de l'Ivolga est parcourue par les tribus mongoles depuis l'Antiquité. Les Ekhirits et les Boulagats se sont installées dans la vallée au début du XVIIIe siècle, nommant le territoire Ebilgete. 
La fondation du village (oulous) n'est pas connu, mais s'appelait Mangazaï jusqu'en 1940. En 1940, le village devient le centre administratif du raïon d'Ivolguinsk à la place du village de Saïantouï. Le 22 mars 1973, elle fut hissée au statut de commune urbaine, avant de retrouver le statut de village le 4 cotobre 1991.

## Politique et administration
Ivolguinsk est le centre administratif de l'établissement rural d'Ivolguinsk, commune rurale comprenant outre Ivlguinsk les villages de Verkhniaïa Ivolga, de Kalenovo, de Klioutchi, de Kolobki, de Krasnoïarovo, de Tapkar et de Chalouta.

## Démographie
Recensements (*) et estimations de la population:
| 1959* | 1979* | 1989* | 2002 * |
| ----- | ----- | ----- | ------ |
| 2 207 | 5 296 | 5 980 | 7 205  |

| 2010* | 2021* | - | - |
| ----- | ----- | - | - |
| 7 382 | 7 994 | - | - |

## Transports
Le village se situe sur la route fédérale A340, qui part de la route transsibérienne (R258) à Oulan-Oudé à la frontière mongole à Kiakhta.

## Culture locale et patrimoine

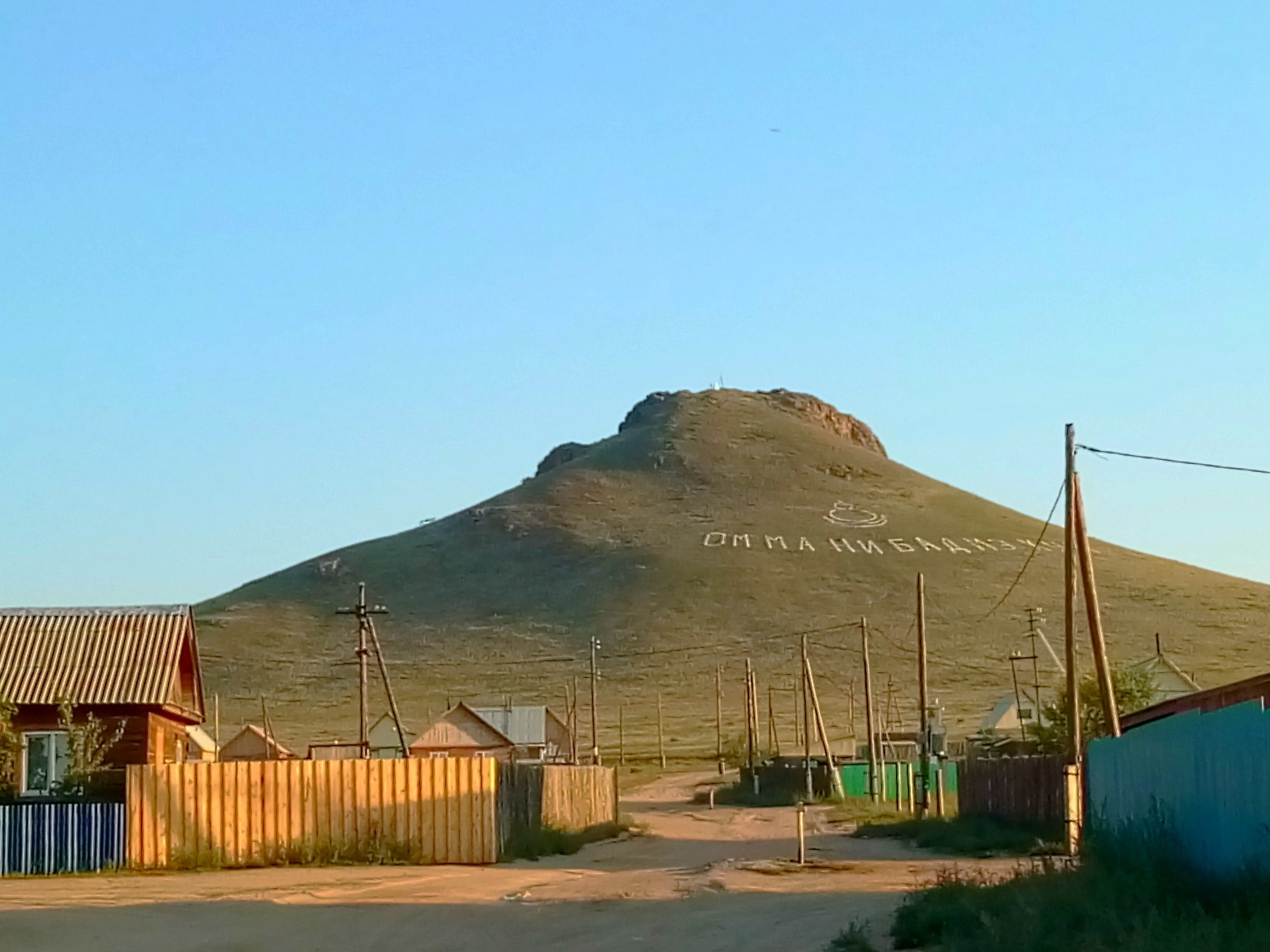
Le mont Bayan-Togod.

Près de l'embouchure de la rivière Ivolga dans la Selenga se trouve le site d'une ancienne colonie de Xiongnu. Le mont Bayan-Togod, qui domine la ville, est considéré comme une montagne sacrée par la population locale et est classé commemonument naturel.